# Aplanatische Abbildung
Unter einer aplanatischen Abbildung versteht man in der geometrischen Optik die von sphärischer Aberration freie Abbildung eines auf der optischen Achse liegenden Objektpunkts durch eine sphärische Fläche.
Dazu muss eine der folgenden Bedingungen erfüllt sein:
1. Die Schnittweite ist Null, d. h. der Objektpunkt und auch der Bildpunkt liegen auf dem Scheitel der Fläche (Schnittpunkt von Fläche und optischer Achse).
2. Der Einfallswinkel ist Null, d. h. die vom Objektpunkt kommenden Strahlen treffen senkrecht auf die Fläche und werden nicht gebrochen; Objekt- und Bildpunkt liegen im Krümmungsmittelpunkt der Fläche. Der Objektpunkt wird wie auch im vorherigen Fall auf sich selbst abgebildet.
3. Es gilt {\displaystyle s={\frac {n+n'}{n}}r}, wobei {\displaystyle s} die Schnittweite ist, also der Abstand des Objektpunkts vom Scheitel der Fläche (positiv, wenn der Objektpunkt hinter der Fläche liegt). {\displaystyle r} ist der Radius der Fläche (positiv für konvexe Fläche, d. h. wenn der Krümmungsmittelpunkt hinter der Fläche liegt) und {\displaystyle n,n'} sind die Brechungsindizes vor und nach der Fläche. Für die Schnittweite des Bildpunkts ergibt sich {\displaystyle s'={\frac {n+n'}{n'}}r}.

Eine solche aplanatisch abbildende Fläche nennt man auch Aplanatische Fläche. Ob eine Fläche aplanatisch wirkt, hängt aber nicht nur von dieser selbst ab, also von ihrem Radius und den Brechungsindizes davor und danach, sondern auch von der Position des Objektpunkts. Ändert sich dessen Schnittweite, ist die Abbildung im Allgemeinen nicht mehr aplanatisch.
Man kann keine reelle aplanatische Abbildung eines Objektpunkts vor dem System auf einen Bildpunkt hinter dem System erreichen. Aus obigen Bedingungen folgt, dass entweder Objekt oder Bild virtuell sein müssen. Bei einer reellen Abbildung braucht man eine asphärische Fläche, um die sphärische Aberration vollständig zu korrigieren. Doch auch durch eine Kombination mehrerer sphärischer Flächen kann sie in sehr guter Näherung korrigiert werden.

## Anwendungsbeispiel
Mit einer Zerstreuungslinse lässt sich ein aplanatischer Telekonverter realisieren. Die aus dem vorgeschalteten Objektiv kommenden Randstrahlen treffen senkrecht auf die erste Fläche, diese ist also aplanatisch gemäß Bedingung 2, und die zweite Fläche wird stärker gekrümmt, so dass sie aplanatisch gemäß Bedingung 3 ist. Das Gesamtsystem aus Grundobjektiv und Konverter ist (zumindest für eine Lichtwellenlänge) frei von sphärischer Aberration, wenn es das Grundobjektiv auch ist. Ein solcher Telekonverter wäre in der Praxis aber nicht besonders gut, denn von allen Abbildungsfehlern ist nur die sphärische Aberration korrigiert.